# Percy Cherry
Percy Herbert Cherry (4 juin 1895 au 27 mars 1917) fut un officier de l'armée australienne pendant la Première Guerre mondiale qui participa à la bataille des Dardanelles, à la Bataille de la Somme et à la prise de Lagnicourt en 1917.

## Biographie

### Jeunesse et formation
Percy Cherry est issu d'une famille de propriétaires terriens de Tasmanie, spécialisée dans l'arboriculture. Il travailla avec son père et devint un emballeur de pommes. À quatorze ans, il remporta un concours local d'emballage de pommes. Il rejoignit ensuite les cadets de l'Armée australienne en 1908. Il devint sergent puis lieutenant en second. À l'âge de seize ans, il remporta un concours de tir. Il pratiqua également l'aviron, joua du cornet dans un orchestre local et chanta dans la chorale de l'église anglicane de Franklin. En 1913, il rejoignit la force militaire des citoyens au sein du 93e régiment d'infanterie.

### Engagé volontaire pendant la Première Guerre mondiale

#### Campagne de Gallipoli
Le 5 mars 1915, il s'enrôla dans la Force impériale australienne et fut affecté au 26e Bataillon en tant que sergent d'infanterie. Le 29 juin 1915, le bataillon embarqua de Brisbane pour l'Égypte. Le 12 septembre, le bataillon participa à la bataille des Dardanelles à Gallipoli et joua un rôle défensif à Courtney. blessé à la tête, le 1er décembre 1915, Cherry fut évacué vers l'Égypte où il fut promu lieutenant en second, le 9 décembre. Trois jours plus tard, le 26e Bataillon était évacué de Gallipoli vers l' Égypte avant d'être envoyé sur le front occidental. Ayant reçu une formation de mitrailleur, Cherry fut envoyé en Belgique à Fleurbaix et Messines puis en France où il participa à la bataille de la Somme jusqu'au 5 août 1916.

#### Bataille de la Somme
Le lieutenant Cherry se retrouva avec un officier allemand dans un trou d'obus. Les deux hommes tirèrent simultanément, Cherry fut blessé au cou, l'officier allemand fut mortellement blessé. Avant de mourir, l'officier allemand sortit de sa poche un paquet de lettres et le tendit à Cherry en lui demandant de le faire parvenir à sa famille. Cherry fut ensuite évacué en Angleterre pour être soigné.
Promu au grade de lieutenant le 25 août 1916, il retourna en novembre dans la Somme. Le mois suivant, il fut nommé capitaine à titre temporaire et commanda une compagnie du 26e Bataillon. Il fut confirmé dans son grade, le 14 février 1917. Les 1er et 2 mars 1917, il participa aux combats de tranchées près de Warlencourt-Eaucourt. Le 2 mars, Cherry dirigea une attaque sur la position allemande de Malt Trench, situé entre les villages de Warlencourt et Bapaume. Les tirs d'artillerie avait échoué à réduire les lignes de barbelés et Cherry dirigea sa compagnie jusqu'à ce que ces hommes trouvent un passage. Une fois dans la tranchée, Cherry se précipita sur deux postes de mitrailleuses et les captura en un seul coup de main. Il mit les Allemands en déroute avant d'être lui-même blessé. Il reçut pour sa conduite lors de cette action la Croix militaire (MC) le 26 avril 1917.

#### La prise de Lagnicourt
Le 26 mars 1917, la 7e brigade - dont le 26e bataillon - fut chargée de prendre le village de Lagnicourt. Un barrage d'artillerie de 20 minutes sur le village débuta à 5 h 15 ce qui permit à l'infanterie de se préparer à l'assaut. La compagnie commandée par Cherry avait pour mission de prendre d'assaut le village tandis que d'autres compagnies du bataillon devaient l'encercler. Pour l'assaut, Cherry divisa sa compagnie en deux sections : il en commandait une lui-même et l'autre était placée sous les ordres du lieutenant William Frederick Joseph Hamilton.
La section de Cherry conquit une grande ferme fortifiée aux abords du village. Un échange de tirs obligea les Allemands à se rendre. Cherry et ses hommes trouvèrent au centre du village une forte résistance allemande provenant d'un grand cratère crayeux. L'avance des Australiens fut stoppée. Cherry décida alors de prendre le cratère. Il trouva le lieutenant Harold Hereward Bieske blessé. Bieske avait pris le commandement de la deuxième section réduite à six hommes lorsque le lieutenant Hamilton avait été blessé.
Après la prise du cratère, les Australiens poursuivirent leur progression. Un autre combat sévère avec un groupe d'Allemands réfugiés dans les abris s'engagea. La compagnie de Cherry fit sa jonction avec les unités qui avaient contourné le village au nord et à l'est du village pour l'encerclement.
Le 27 mars à 9 h 00, les Allemands lancèrent une contre-attaque sous le feu de l'artillerie. À un moment donné, Cherry remarqua que les Allemands tiraient des fusées jaunes pour indiquer à leur artillerie les positions australiennes. Les combats durèrent toute la journée avant que les Allemands n'abandonnent. Les tentatives allemandes pour reprendre Lagnicourt eurent un coût très élevé pour la 7e brigade : 377 victimes.
Dans l'après-midi du 27 mars 1917, un obus éclata dans un chemin creux à l'est de Lagnicourt, tuant Cherry et plusieurs autres hommes. Il a été inhumé dans le cimetière militaire britannique de Quéant (Cemetery Road, Buissy).

## Hommage et distinctions
- Il reçut à titre posthume la Croix de Victoria (Victoria Cross), la plus haute décoration pour acte de bravoure face à l'ennemi attribuée aux membres des forces armées du Commonwealth.
- À Albert (Somme), au musée Somme 1916, dans la Galerie des Héros, des panneaux retracent le parcours de Percy Cherry qui s'est illustré pendant la Bataille de la Somme.